# انجمن متخصصین بیهوشی آمریکا

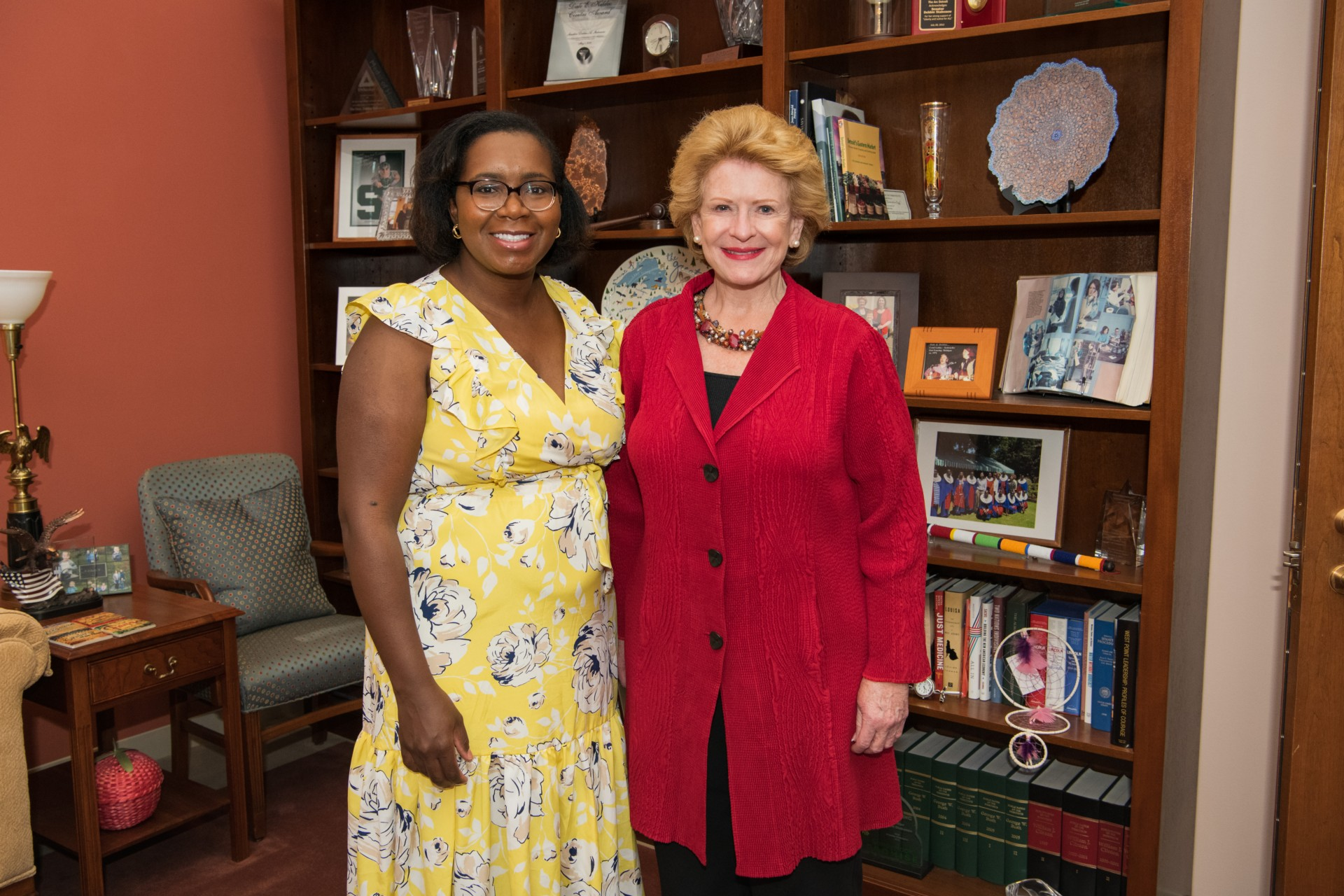
برخی از مدیران انجمن متخصصین بیهوشی آمریکا

انجمن متخصصین بیهوشی آمریکا یا به اختصار ASA، انجمنی آموزشی، پژوهشی و علمی است که به منظور بالابردن استانداردهای مراقبت از بیمار و حرفه بیهوشی تشکیل شده‌است. این انجمن در سال ۲۰۱۴ بیش از ۵۲۰۰۰ عضو داخلی و بین‌المللی و همچنین بیش از ۱۰۰ کارمند تمام وقت دارد.

## تاریخچه
ریشه بیهوشی به اواسط قرن ۱۹ میلادی بر می‌گردد. در ۳۰ مارس سال ۱۸۴۲ کرافورد لانگ برای اولین بار از بیهوشی با اتر برای برداشتن توده گردن بیمار استفاده کرد. بعد از پایان جراحی بیمار هیچ موردی از عمل جراحی را به یاد نداشت. این اولین نقطه شروع طب بیهوشی مدرن بود.
در سال ۱۹۰۵ نه پزشک (از لانگ آیلند) اولین جامعه بیهوشی حرفه‌ای را سازمان دهی کردند. در سال ۱۹۱۱ تعداد اعضای این سازمان به ۲۳ نفر گسترش پیدا کرد و نام این سازمان به انجمن بیهوشی نیویورک تغییر پیدا کرد. در طول ۲۵ سال بعد، پزشکان بیشتری از سراسر آمریکا به این انجمن پیوستند.
در سال ۱۹۳۶ نام انجمن به انجمن بیهوشی آمریکا و در سال ۱۹۴۵ به انجمن متخصصین بیهوشی آمریکا(ASA) تغییر کرد. در سال ۱۹۶۰ این انجمن دفتر اجرایی خود را در پارک‌ریج، ایلینوی در راستای پاسخگویی به افزایش درخواست عضویت و مراقبت از بیمار افتتاح کرد. در سال ۲۰۱۴ این انجمن دفتر کار جدیدی در (به انگلیسی: Schaumburg, Illinois) تأسیس کرد.

## مدیریت و اداره انجمن
این انجمن به وسیله گروهی از نمایندگان اداره می‌شود. خانه نمایندگان این انجمن از نمایندگان، مدیران (که بر اساس توزیع جغرافیایی انتخاب می‌شوند)، مأمورین انجمن، تمام رئیس جمهورهای گذشته، سردبیر مجله انجمن، صندلی هیئت نمایندگان انجمن در انجمن پزشکی آمریکا، اعضا انجمن تشکیل شده‌است.
جلسات خانه نمایندگان هر ساله و در طول برگزاری اجماع انجمن متخصصین بیهوشی آمریکا برگزار می‌شود.

## طبقه‌بندی وضعیت فیزیکی بیماران
این انجمن بیماران را بر اساس وضعیت جسمانی و مستقل از روش جراحی به ۶ کلاس درجه‌بندی می‌کند:
- PS1: بیمارانی با سلامتی طبیعی که هیچگونه مشکل سیستمیک مثل مشکلات قلبی، عروقی، تنفسی، غددی و … نداشته باشند.
- PS2: فردی که بیماری خفیف سیستمیک داشته باشد و بیماری تحت کنترل بوده و هیچگونه محدودیتی جهت بیمار ایجاد نکرده باشد.
- PS3: فردی که بیماری شدید سیستمیک داشته باشد و محدودیت‌های عملکردی برای او ایجاد شده‌است.
- PS4: بیماری که بیماری شدید سیستمیک داشته باشد و زندگی فرد را در معرض خطر قرار دهد.
- PS5: بیماری که رو به مرگ است و پیش‌بینی نمی‌شود بدون عمل جراحی زنده بماند.
- PS6: بیماری که مرگ مغزی اعلام شده‌است و جهت اهدای اعضایش به اتاق عمل ارسال می‌شود.

### اورژانس یا E
هر بیماری که به عمل اورژانسی نیاز دارد در این دسته قرار می‌گیرد. ممکن است بیماران با هر کدام از این ۶ کلاس که بالاتر گفته شد، کاندید عمل اورژانس هم شوند که در این صورت پسوند اورژانس به کلاس این بیمار اضافه خواهد شد.